# Acme Centaur
Pour les articles homonymes, voir Centaur.
L'Acme Centaur est un avion utilitaire dérivé du Stinson L-13.
Au début des années 1950 Longren Aircraft Co modifie un Stinson L-13 A des surplus de l’USAAF en avion utilitaire 6 places N4901V ou cargo léger pour l’aviation de brousse nord-américaine. Une très petite série semble avoir été réalisée par Acme Aircraft Co, deux versions étant proposées :
- Centaur 101 à moteur Lycoming R-680-E3 de 300 ch
- Centaur 102 à moteur Jacobs R-755-A2 de 300 ch